# Брати Лев’яче Серце (фільм)
Брати Лев'яче Серце (швед. Bröderna Lejonhjärta) — шведський фантастичний фільм, який вийшов у кінотеатри Швеції 23 вересня 1977 року. Фільм знятий режисером Олле Геллбомом і заснований на однойменній книзі 1973 року, написаній Астрід Ліндгрен. У 1978 році він отримав шведську премію Гульдбагге за найкращу режисуру.

## Вибраний акторський склад
- Ларс Седердал — Карл «Скорпан» Лев (-серце)
- Стаффан Гетестам — Джонатан Лев (-серце)
- Аллан Едволл — Маттіас
- Ганн Воллгрен — Софія
- Фолке Йьорт — Джоссі
- Пер Оскарссон — Орвар
- Томмі Джонсон — Губерт
- Ян Нігрен — Ведер, солдат Тенгіла
- Майкл «Міха» Габай — Кадер, солдата Тенгіла
- Георг Арлін — Тенгіл
- Бертіль Норстрьом — П'юке, радник Тенгіла

## Виробництво
Фільм знімався у Швеції, Данії та Ісландії. Місця зйомок включали Стокгольм для інтер'єрів студії та послідовність відкриття, тоді як графство Сконе у Швеції та Орхус у Ютландії представляли Нангіялу, Діммуборгір в Ісландії представляв землі Тенгіла.
Після випуску, унікального для екранізації творів Ліндгрен, він отримав сертифікат 11 від шведської цензорської ради, що призвело до того, що Риксдаг встановив вікове обмеження 7 років і вище для майбутніх фільмів. Незважаючи на це, протягом багатьох років у фільмі зберігалося вікове обмеження в 11 років і вище, поки обмеження в 7 років під назвою «Lex Lejonhjärta» не було визнано прийнятним.
Широко розглядається основна робота, хоча на екрані насильницький зміст було значно пом'якшено, це найбільш політична та насильницька книга Ліндґрен, яка містить теми диктатури, окупації, зради, демократії, війни, самогубства та примусової праці, що нагадує майже Голокост. Більшість названих персонажів у фільмі не виживають (хоча його дія в одночасних реаліях пом'якшує цей факт). За жорстокою волею долі актор Фолке Хьорт потонув під час занурення менш ніж за три місяці до виходу на екрани, доля якого розділила його персонаж у фільмі та книзі.
Проте, він зберіг своє місце як одна з найулюбленіших і найвідоміших екранізацій і фільмів загалом, хоча деякі технічні аспекти, такі як модель Катли, вважаються досить застарілими, а кілька реплік із фільму широко зрозумілі культурою та у широкому вживанні, як-от «Вся сила Тенгілу, нашому визволителю!» (в оригіналі шведською мовою: All makt åt Tengil, vår befriare!), трюїзм (використаний іронічно поза контекстом), виголошений, щоб проголосити лояльність і покору автократичній окупаційній владі лорда Тенгіла з Карманджаки.

## Рецепція

### Каса
У Швеції фільм зібрав SEK 8 963 000 (еквівалентно в касі. Його покази відвідали 553 тисячі людей.

### Відмінності від роману
Хоча фільм здебільшого залишається вірним книзі, можна помітити деякі помітні відмінності.
- У романі Г'юберт описується з довгим кучерявим рудим волоссям і великою щетиною бородою, а актор Томмі Джонсон мав коротке звичайне руде волосся та вуса.
- У романі Джонатан рятує одного з солдатів Тенгіла, який пізніше гине в бою. Цей солдат не фігурує у фільмі.
- У книзі, коли однієї ночі Карл намагається знайти Джонатана, він залишається в печері, де його раптово оточують розлючені вовки, але його швидко рятує Губерт. У фільмі це пропущено.
- У книзі Джоссі розповідає Ведеру та Кадеру про Карла після того, як він отримав на його грудях «значок Катли». У фільмі, коли він прибуває, розповідь передує отриманню позначки.
- У романі «мітка Катли» — драконоголова. У фільмі це було полум'я.
- Доля Ведера і Кадер не показана. У книзі їх убивають Орвар і Софія.
- У книзі Маттіас гине в якийсь момент під час останньої битви проти сил Тенгіла. У фільмі його вбивають кинутим списом перед початком бою після того, як один із людей Тенгіла бачить, як той випускає білого голуба, який несе повідомлення Орвару.
- Карм, липовий черв'як пропущено повністю. Карм описаний у романі як ворог Катли, і що він був поруч із світанку часів і чекав моменту, коли йому вдасться вбити Катлу. Оскільки він обмежений водою, а Катла — землею, це було неможливо, доки Джонатан не штовхнув камінь на Катлу, і вона впала у водоспад Карма. У фільмі Катлу просто перекидає через карниз скеля, яку зрушив Джонатан, і гине в калюжі киплячого мулу.
- Кінцівка трохи пом'якшена і не показує явно самогубство братів.

### Критична відповідь
Фільм був схвально сприйнятий шведськими критиками. Часто інтерпретуючи фільм у сучасних термінах, вони порівнювали зображення Джонатана Стаффаном Гетестамом із Че Геварою, а зображення Тенгіла Георгом Арліном — з Адольфом Гітлером, Йосипом Сталіним, Августо Піночетом, Річардом Ніксоном і Саддамом Хусейном.

### Подяки
- 1978 Премія Guldbagge за найкращу режисуру (Олле Геллбом)[4]
- 1978 Берлінський міжнародний кінофестиваль, нагорода OCIC (спеціальна згадка)[4]

- Номінація " Золотий ведмідь " (Олле Хеллбом)

- 1982 Fantafestival, найкраща режисура (Олле Геллбом)[4]